# المغیره بن عبیدالله الفزاری
المغیره بن عبیدالله الفزاری (انگلیسی: Al-Mughirah ibn Ubaydallah al-Fazari; درگذشته ۷۴۹) فرمانروای مصر در دوران خلافت اموی بود.